# Ходинская
Ходинская — деревня в Вожегодском районе Вологодской области.
Входит в состав Явенгского сельского поселения (с 1 января 2006 года по 9 апреля 2009 года входила в Раменское сельское поселение), с точки зрения административно-территориального деления — в Раменский сельсовет.
Расстояние до районного центра Вожеги по автодороге — 29 км, до центра муниципального образования Базы по прямой — 8 км. Ближайшие населённые пункты — Белавинская, Михайловская, Нефедовская, Пантелеевская.
По переписи 2002 года население — 39 человек (21 мужчина, 18 женщин). Всё население — русские.